# Киган
Киган (фр. Cugand) насеље је и општина у западној Француској у региону Лоара, у департману Вандеја која припада префектури Ла Рош сир Јон.
По подацима из 2011. године у општини је живело 3326 становника, а густина насељености је износила 246,92 становника/km². Општина се простире на површини од 13,47 km². Налази се на средњој надморској висини од 51 метар (максималној 71 m, а минималној 13 m).

## Демографија
| 1962. | 1968. | 1975. | 1982. | 1990. | 1999. | 2011. |
| ----- | ----- | ----- | ----- | ----- | ----- | ----- |
| 2.110 | 2.199 | 2.425 | 2.525 | 2.627 | 2.776 | 3.326 |

График промене броја становника у току последњих година